# Trofeo delle Regioni 2010 - Indoor femminile
Il torneo femminile si svolge dal 27 giugno al 2 luglio 2010.

## Prima fase
In base al ranking nazionale FIPAV relativo alle ultime due edizioni del Trofeo (in caso di parità si tiene conto del miglior piazzamento nell'ultima edizione) sono stati stilati i gironi della prima fase:
| Gruppo A                        | Gruppo B                 | Gruppo C                    | Gruppo D                 | Gruppo E                  | Gruppo G                     | Gruppo H               |
| ------------------------------- | ------------------------ | --------------------------- | ------------------------ | ------------------------- | ---------------------------- | ---------------------- |
| Lombardia Sicilia Valle d'Aosta | Piemonte Calabria Molise | Emilia Rom. Puglia Sardegna | Veneto Umbria Basilicata | Liguria Trentino Campania | Friuli-V.G. Lazio Alto Adige | Marche Toscana Abruzzo |

### Gruppo A
| squadra       | P.ti | G | V | P | SV | SP | QS |  |
| ------------- | ---- | - | - | - | -- | -- | -- |  |
| Lombardia     | 6    | 2 | 2 | 0 | 6  | 0  | 6  |  |
| Sicilia       | 3    | 2 | 1 | 1 | 3  | 3  | 1  |  |
| Valle d'Aosta | 0    | 2 | 0 | 2 | 0  | 6  | 0  |  |

| Corigliano Calabro 28 giugno 2010 | Lombardia | 3 – 0 | Valle d'Aosta | PalaBrillia |

| Corigliano Calabro 28 giugno 2010 | Valle d'Aosta | 0 – 3 | Sicilia | PalaBrillia |

| Corigliano Calabro 28 giugno 2010 | Lombardia | 3 – 0 | Sicilia | PalaBrillia |

### Gruppo B
| squadra  | P.ti | G | V | P | SV | SP | QS |  |
| -------- | ---- | - | - | - | -- | -- | -- |  |
| Piemonte | 6    | 2 | 2 | 0 | 6  | 0  | 6  |  |
| Calabria | 3    | 2 | 1 | 1 | 3  | 3  | 1  |  |
| Molise   | 0    | 2 | 0 | 2 | 0  | 6  | 0  |  |

| Rossano 28 giugno 2010 | Piemonte | 3 – 0 | Molise | PalaITIS |

| Rossano 28 giugno 2010 | Molise | 0 – 3 | Calabria | PalaITIS |

| Rossano 28 giugno 2010 | Piemonte | 3 – 0 | Calabria | PalaITIS |

### Gruppo C
| squadra        | P.ti | G | V | P | SV | SP | QS  |  |
| -------------- | ---- | - | - | - | -- | -- | --- |  |
| Emilia-Romagna | 6    | 2 | 2 | 0 | 6  | 0  | 6   |  |
| Puglia         | 2    | 2 | 1 | 1 | 2  | 4  | 0,5 |  |
| Sardegna       | 1    | 2 | 0 | 2 | 1  | 5  | 0,2 |  |

| Rossano 28 giugno 2010 | Emilia-Romagna | 3 – 0 | Sardegna | PalaNormanni |

| Rossano 28 giugno 2010 | Sardegna | 1 – 2 | Puglia | PalaNormanni |

| Rossano 28 giugno 2010 | Emilia-Romagna | 3 – 0 | Puglia | PalaNormanni |

### Gruppo D
| squadra    | P.ti | G | V | P | SV | SP | QS |  |
| ---------- | ---- | - | - | - | -- | -- | -- |  |
| Veneto     | 6    | 2 | 2 | 0 | 6  | 0  | 6  |  |
| Umbria     | 3    | 2 | 1 | 1 | 3  | 3  | 1  |  |
| Basilicata | 0    | 2 | 0 | 2 | 0  | 6  | 0  |  |

| Rossano 28 giugno 2010 | Veneto | 3 – 0 | Basilicata | PalaSant'Angelo |

| Rossano 28 giugno 2010 | Basilicata | 0 – 3 | Umbria | PalaSant'Angelo |

| Rossano 28 giugno 2010 | Veneto | 3 – 0 | Umbria | PalaSant'Angelo |

### Gruppo E
| squadra  | P.ti | G | V | P | SV | SP | QS  |  |
| -------- | ---- | - | - | - | -- | -- | --- |  |
| Campania | 6    | 2 | 2 | 0 | 6  | 0  | 6   |  |
| Liguria  | 2    | 2 | 1 | 1 | 2  | 4  | 0,5 |  |
| Trentino | 1    | 2 | 0 | 2 | 1  | 5  | 0,2 |  |

| Rossano 28 giugno 2010 | Liguria | 0 – 3 | Campania | PalaL.Scientifico |

| Rossano 28 giugno 2010 | Liguria | 2 – 1 | Trentino | PalaL.Scientifico |

| Rossano 28 giugno 2010 | Campania | 3 – 0 | Trentino | PalaL.Scientifico |

### Gruppo G
| squadra               | P.ti | G | V | P | SV | SP | QS  |  |
| --------------------- | ---- | - | - | - | -- | -- | --- |  |
| Alto Adige            | 4    | 2 | 1 | 1 | 4  | 2  | 2   |  |
| Lazio                 | 3    | 2 | 1 | 1 | 3  | 3  | 1   |  |
| Friuli-Venezia Giulia | 2    | 2 | 1 | 1 | 2  | 4  | 0,5 |  |

| Rossano 28 giugno 2010 | Friuli-Venezia Giulia | 0 – 3 | Alto Adige | PalaITC |

| Rossano 28 giugno 2010 | Friuli-Venezia Giulia | 2 – 1 | Lazio | PalaITC |

| Rossano 28 giugno 2010 | Alto Adige | 1 – 2 | Lazio | PalaITC |

### Gruppo H
| squadra | P.ti | G | V | P | SV | SP | QS  |  |
| ------- | ---- | - | - | - | -- | -- | --- |  |
| Marche  | 5    | 0 | 2 | 0 | 5  | 1  | 5   |  |
| Abruzzo | 3    | 2 | 1 | 1 | 3  | 3  | 1   |  |
| Toscana | 1    | 2 | 0 | 2 | 1  | 5  | 0,2 |  |

| Corigliano Calabro 28 giugno 2010 | Marche | 2 – 1 | Abruzzo | PalaSporting Club |

| Corigliano Calabro 28 giugno 2010 | Abruzzo | 0 – 3 | Toscana | PalaSporting Club |

| Corigliano Calabro 28 giugno 2010 | Marche | 3 – 0 | Toscana | PalaSporting Club |

## Seconda fase
In base ai risultati della prima fase si stila una classifica che genera i seguenti gironi (tra parentesi la posizione in classifica dopo la prima fase):
| Gruppo A1                                 | Gruppo B1                              | Gruppo C1                         | Gruppo D1                              | Gruppo E1                               | Gruppo G1                         | Gruppo H1                               |
| ----------------------------------------- | -------------------------------------- | --------------------------------- | -------------------------------------- | --------------------------------------- | --------------------------------- | --------------------------------------- |
| Lombardia (1) Puglia (14) Basilicata (21) | Veneto (2) Liguria (13) V.d'Aosta (20) | Emilia (3) Lazio (12) Molise (19) | Piemonte (4) Toscana (11) Sardegna(18) | Campania (5) Sicilia (10) Trentino (17) | Marche (6) Umbria (9) Abruzzo(16) | Alto Adige (7) Calabria (8) Friuli (15) |

### Gruppo A1
| squadra    | P.ti | G | V | P | SV | SP | QS |  |
| ---------- | ---- | - | - | - | -- | -- | -- |  |
| Lombardia  | 6    | 2 | 2 | 0 | 6  | 0  | 6  |  |
| Puglia     | 3    | 2 | 1 | 1 | 3  | 3  | 1  |  |
| Basilicata | 0    | 2 | 0 | 2 | 0  | 6  | 0  |  |

| Corigliano Calabro 29 giugno 2010 | Lombardia | 3 – 0 | Basilicata | PalaBrillia |

| Corigliano Calabro 29 giugno 2010 | Basilicata | 0 – 3 | Puglia | PalaBrillia |

| Corigliano Calabro 29 giugno 2010 | Lombardia | 3 – 0 | Puglia | PalaBrillia |

### Gruppo B1
| squadra       | P.ti | G | V | P | SV | SP | QS |  |
| ------------- | ---- | - | - | - | -- | -- | -- |  |
| Veneto        | 5    | 2 | 2 | 0 | 5  | 4  | 5  |  |
| Liguria       | 4    | 2 | 1 | 1 | 4  | 2  | 2  |  |
| Valle d'Aosta | 0    | 2 | 0 | 2 | 0  | 6  | 0  |  |

| Rossano 29 giugno 2010 | Veneto | 3 – 0 | Valle d'Aosta | PalaSant'Angelo |

| Rossano 29 giugno 2010 | Valle d'Aosta | 0 – 3 | Liguria | PalaSant'Angelo |

| Rossano 29 giugno 2010 | Veneto | 2 – 1 | Liguria | PalaSant'Angelo |

### Gruppo C1
| squadra        | P.ti | G | V | P | SV | SP | QS |  |
| -------------- | ---- | - | - | - | -- | -- | -- |  |
| Emilia-Romagna | 6    | 2 | 2 | 0 | 6  | 0  | 6  |  |
| Lazio          | 3    | 2 | 1 | 1 | 3  | 3  | 1  |  |
| Molise         | 0    | 2 | 0 | 2 | 0  | 6  | 00 |  |

| Rossano 29 giugno 2010 | Emilia-Romagna | 3 – 0 | Molise | PalaNormanni |

| Rossano 29 giugno 2010 | Molise | 0 – 3 | Lazio | PalaNormanni |

| Rossano 29 giugno 2010 | Emilia-Romagna | 3 – 0 | Lazio | PalaNormanni |

### Gruppo D1
| squadra  | P.ti | G | V | P | SV | SP | QS |  |
| -------- | ---- | - | - | - | -- | -- | -- |  |
| Toscana  | 6    | 2 | 2 | 0 | 5  | 1  | 5  |  |
| Piemonte | 4    | 2 | 1 | 1 | 4  | 2  | 2  |  |
| Sardegna | 0    | 2 | 0 | 2 | 0  | 6  | 0  |  |

| Rossano 29 giugno 2010 | Piemonte | 3 – 0 | Sardegna | PalaITIS |

| Rossano 29 giugno 2010 | Sardegna | 0 – 3 | Toscana | PalaITIS |

| Rossano 29 giugno 2010 | Piemonte | 1 – 2 | Toscana | PalaITIS |

### Gruppo E1
| squadra  | P.ti | G | V | P | SV | SP | QS  |  |
| -------- | ---- | - | - | - | -- | -- | --- |  |
| Trentino | 4    | 2 | 2 | 0 | 4  | 2  | 2   |  |
| Campania | 3    | 2 | 1 | 1 | 3  | 3  | 1   |  |
| Sicilia  | 2    | 2 | 0 | 2 | 2  | 4  | 0,5 |  |

| Rossano 29 giugno 2010 | Campania | 1 – 2 | Trentino | PalaL.Scientifico |

| Rossano 29 giugno 2010 | Campania | 2 – 1 | Sicilia | PalaL.Scientifico |

| Rossano 29 giugno 2010 | Trentino | 2 – 1 | Sicilia | PalaL.Scientifico |

### Gruppo G1
| squadra | P.ti | G | V | P | SV | SP | QS |  |
| ------- | ---- | - | - | - | -- | -- | -- |  |
| Marche  | 5    | 0 | 2 | 0 | 5  | 1  | 5  |  |
| Abruzzo | 4    | 2 | 1 | 1 | 4  | 2  | 2  |  |
| Umbria  | 0    | 2 | 0 | 2 | 0  | 6  | 0  |  |

| Corigliano Calabro 29 giugno 2010 | Marche | 2 – 1 | Abruzzo | PalaSporting Club |

| Corigliano Calabro 29 giugno 2010 | Abruzzo | 3 – 0 | Umbria | PalaSporting Club |

| Corigliano Calabro 29 giugno 2010 | Marche | 3 – 0 | Umbria | PalaSporting Club |

### Gruppo H1
| squadra               | P.ti | G | V | P | SV | SP | QS |  |
| --------------------- | ---- | - | - | - | -- | -- | -- |  |
| Friuli-Venezia Giulia | 6    | 2 | 1 | 1 | 6  | 0  | 6  |  |
| Calabria              | 3    | 2 | 1 | 1 | 3  | 3  | 1  |  |
| Alto Adige            | 0    | 2 | 1 | 1 | 0  | 6  | 0  |  |

| Rossano 29 giugno 2010 | Alto Adige | 0 – 3 | Friuli-Venezia Giulia | PalaITC |

| Rossano 29 giugno 2010 | Alto Adige | 2 – 1 | Calabria | PalaITC |

| Rossano 29 giugno 2010 | Friuli-Venezia Giulia | 1 – 2 | Calabria | PalaITC |

## Fase Finale Vincenti

### Gruppo V1
| squadra        | P.ti | G | V | P | SV | SP | QS |  |
| -------------- | ---- | - | - | - | -- | -- | -- |  |
| Emilia-Romagna | 6    | 2 | 2 | 0 | 6  | 0  | 6  |  |
| Puglia         | 3    | 2 | 1 | 1 | 3  | 3  | 1  |  |
| Toscana        | 0    | 2 | 0 | 2 | 0  | 6  | 0  |  |

| Rossano 30 giugno 2010 | Emilia-Romagna | 3 – 0 | Puglia | PalaNormanni |

| Rossano 30 giugno 2010 | Puglia | 3 – 0 | Toscana | PalaNormanni |

| Rossano 30 giugno 2010 | Emilia-Romagna | 3 – 0 | Toscana | PalaNormanni |

### Gruppo V2
| squadra               | P.ti | G | V | P | SV | SP | QS |  |
| --------------------- | ---- | - | - | - | -- | -- | -- |  |
| Lombardia             | 6    | 2 | 2 | 0 | 6  | 0  | 6  |  |
| Friuli-Venezia Giulia | 3    | 2 | 1 | 1 | 3  | 3  | 1  |  |
| Lazio                 | 0    | 2 | 0 | 2 | 0  | 6  | 0  |  |

| Corigliano Calabro 30 giugno 2010 | Lombardia | 3 – 0 | Lazio | PalaBrillia |

| Corigliano Calabro 30 giugno 2010 | Lazio | 0 – 3 | Friuli-Venezia Giulia | PalaBrillia |

| Corigliano Calabro 30 giugno 2010 | Lombardia | 3 – 0 | Friuli-Venezia Giulia | PalaBrillia |

### Gruppo V3
| squadra  | P.ti | G | V | P | SV | SP | QS  |  |
| -------- | ---- | - | - | - | -- | -- | --- |  |
| Veneto   | 6    | 2 | 2 | 0 | 6  | 0  | 6   |  |
| Calabria | 2    | 2 | 1 | 1 | 2  | 4  | 0,5 |  |
| Campania | 1    | 2 | 0 | 2 | 1  | 5  | 0,2 |  |

| Rossano 30 giugno 2010 | Veneto | 3 – 0 | Calabria | PalaSant'Angelo |

| Rossano 30 giugno 2010 | Calabria | 2 – 1 | Campania | PalaSant'Angelo |

| Rossano 30 giugno 2010 | Veneto | 3 – 0 | Campania | PalaSant'Angelo |

### Gruppo V4
| squadra  | P.ti | G | V | P | SV | SP | QS  |  |
| -------- | ---- | - | - | - | -- | -- | --- |  |
| Piemonte | 5    | 0 | 2 | 0 | 5  | 1  | 5   |  |
| Marche   | 3    | 2 | 1 | 1 | 3  | 3  | 1   |  |
| Liguria  | 1    | 2 | 0 | 2 | 1  | 5  | 0,2 |  |

| Corigliano Calabro 30 giugno 2010 | Marche | 3 – 0 | Liguria | PalaSporting Club |

| Corigliano Calabro 30 giugno 2010 | Liguria | 1 – 2 | Piemonte | PalaSporting Club |

| Corigliano Calabro 30 giugno 2010 | Marche | 1 – 2 | Piemonte | PalaSporting Club |

## Fase Finale Perdenti

### Gruppo P5
| squadra       | P.ti | G | V | P | SV | SP | QS |  |
| ------------- | ---- | - | - | - | -- | -- | -- |  |
| Trentino      | 5    | 2 | 2 | 0 | 5  | 1  | 5  |  |
| Sardegna      | 4    | 2 | 1 | 1 | 4  | 2  | 2  |  |
| Valle d'Aosta | 0    | 2 | 0 | 2 | 0  | 6  | 0  |  |

| Rossano 30 giugno 2010 | Trentino | 3 – 0 | Valle d'Aosta | PalaL.Scientifico |

| Rossano 30 giugno 2010 | Valle d'Aosta | 0 – 3 | Sardegna | PalaL.Scientifico |

| Rossano 30 giugno 2010 | Trentino | 2 – 1 | Sardegna | PalaL.Scientifico |

### Gruppo P6
| squadra    | P.ti | G | V | P | SV | SP | QS  |  |
| ---------- | ---- | - | - | - | -- | -- | --- |  |
| Sicilia    | 5    | 2 | 2 | 0 | 5  | 1  | 5   |  |
| Umbria     | 3    | 2 | 1 | 1 | 3  | 3  | 1   |  |
| Basilicata | 1    | 2 | 0 | 2 | 1  | 5  | 0,2 |  |

| Rossano 30 giugno 2010 | Sicilia | 3 – 0 | Basilicata | PalaITIS |

| Rossano 30 giugno 2010 | Basilicata | 1 – 2 | Umbria | PalaITIS |

| Rossano 30 giugno 2010 | Sicilia | 2 – 1 | Umbria | PalaITIS |

### Gruppo P7
| squadra    | P.ti | G | V | P | SV | SP | QS |  |
| ---------- | ---- | - | - | - | -- | -- | -- |  |
| Alto Adige | 5    | 2 | 1 | 1 | 5  | 1  | 5  |  |
| Abruzzo    | 4    | 2 | 1 | 1 | 4  | 2  | 2  |  |
| Molise     | 0    | 2 | 1 | 1 | 0  | 6  | 0  |  |

| Rossano 30 giugno 2010 | Abruzzo | 3 – 0 | Molise | PalaITC |

| Rossano 30 giugno 2010 | Molise | 0 – 3 | Alto Adige | PalaITC |

| Rossano 30 giugno 2010 | Abruzzo | 1 – 2 | Alto Adige | PalaITC |

## Finali 19º-21º posto
| squadra       | P.ti | G | V | P | SV | SP | QS  |  |
| ------------- | ---- | - | - | - | -- | -- | --- |  |
| Molise        | 5    | 0 | 2 | 0 | 5  | 1  | 5   |  |
| Basilicata    | 3    | 2 | 1 | 1 | 3  | 3  | 1   |  |
| Valle d'Aosta | 1    | 2 | 0 | 2 | 1  | 5  | 0,2 |  |

| Corigliano Calabro 1º luglio 2010 | Basilicata | 0 – 3 | Molise | PalaSporting Club |

| Corigliano Calabro 1º luglio 2010 | Basilicata | 3 – 0 | Valle d'Aosta | PalaSporting Club |

| Corigliano Calabro 1º luglio 2010 | Molise | 2 – 1 | Valle d'Aosta | PalaSporting Club |

## Finali 16º-18º posto
| squadra  | P.ti | G | V | P | SV | SP | QS  |  |
| -------- | ---- | - | - | - | -- | -- | --- |  |
| Umbria   | 4    | 2 | 1 | 1 | 4  | 2  | 2   |  |
| Abruzzo  | 3    | 2 | 1 | 1 | 3  | 3  | 1   |  |
| Sardegna | 2    | 2 | 1 | 1 | 2  | 4  | 0,5 |  |

| Rossano 1º luglio 2010 | Abruzzo | 1 – 2 | Umbria | PalaITC |

| Rossano 1º luglio 2010 | Abruzzo | 2 – 1 | Sardegna | PalaITC |

| Rossano 1º luglio 2010 | Umbria | 2 – 1 | Sardegna | PalaITC |

## Finali 13º-15º posto
| squadra    | P.ti | G | V | P | SV | SP | QS  |  |
| ---------- | ---- | - | - | - | -- | -- | --- |  |
| Sicilia    | 4    | 2 | 2 | 0 | 4  | 2  | 2   |  |
| Trentino   | 3    | 2 | 1 | 1 | 3  | 3  | 1   |  |
| Alto Adige | 2    | 2 | 0 | 2 | 2  | 4  | 0,5 |  |

| Corigliano Calabro 1º luglio 2010 | Sicilia | 2 – 1 | Alto Adige | PalaBrillia |

| Corigliano Calabro 1º luglio 2010 | Alto Adige | 1 – 2 | Trentino | PalaBrillia |

| Corigliano Calabro 1º luglio 2010 | Sicilia | 2 – 1 | Trentino | PalaBrillia |

## Tabellone 9º-12º posto
|  | Semifinali | Semifinali | Semifinali |         |       | Finale | Finale | Finale |  |
|  |            |            |            |         |       |        |        |        |  |
|  | 9          | Campania   | 0          |         |       |        |        |        |  |
|  | 9          | Campania   | 0          |         |       |        |        |        |  |
|  | 12         | Lazio      | 2          |         |       |        |        |        |  |
|  | 12         | Lazio      | 2          |         | Lazio | Lazio  | 2      |        |  |
|  |            |            |            |         | Lazio | Lazio  | 2      |        |  |
|  |            |            | Liguria    | Liguria | 1     |        |        |        |  |
|  | 10         | Liguria    | Liguria    | Liguria | 1     | 2      |        |        |  |
|  | 10         | Liguria    |            |         |       |        |        |        |  |
|  | 11         | Toscana    | 1          |         |       |        |        |        |  |

### Semifinali
| Rossano 1º luglio 2010 | Campania | 0 – 2 | Lazio | PalaITIS |

| Rossano 1º luglio 2010 | Liguria | 2 – 1 | Toscana | PalaNormanni |

### Finale 11º-12º posto
| Rossano 1º luglio 2010 | Campania | 1 – 2 | Toscana | PalaL.Scientifico |

### Finale 9º-10º posto
| Rossano 1º luglio 2010 | Lazio | 2 – 1 | Liguria | PalaITIS |

## Tabellone 5º-8º posto
|  | Semifinali | Semifinali            | Semifinali            |                       |        | Finale | Finale | Finale |  |
|  |            |                       |                       |                       |        |        |        |        |  |
|  | 5          | Marche                | 2                     |                       |        |        |        |        |  |
|  | 5          | Marche                | 2                     |                       |        |        |        |        |  |
|  | 8          | Calabria              | 1                     |                       |        |        |        |        |  |
|  | 8          | Calabria              | 1                     |                       | Marche | Marche | 0      |        |  |
|  |            |                       |                       |                       | Marche | Marche | 0      |        |  |
|  |            |                       | Friuli-Venezia Giulia | Friuli-Venezia Giulia | 2      |        |        |        |  |
|  | 6          | Puglia                | Friuli-Venezia Giulia | Friuli-Venezia Giulia | 2      | 0      |        |        |  |
|  | 6          | Puglia                |                       |                       |        |        |        |        |  |
|  | 7          | Friuli-Venezia Giulia | 2                     |                       |        |        |        |        |  |

### Semifinali
| Rossano 1º luglio 2010 | Marche | 2 – 1 | Calabria | PalaITIS |

| Rossano 1º luglio 2010 | Puglia | 0 – 2 | Friuli-Venezia Giulia | PalaNormanni |

### Finale 7º-8º posto
| Rossano 1º luglio 2010 | Calabria | 1 – 2 | Puglia | PalaL.Scientifico |

### Finale 5º-6º posto
| Rossano 1º luglio 2010 | Marche | 0 – 2 | Friuli-Venezia Giulia | PalaNormanni |

## Tabellone 1º posto
|  | Semifinali | Semifinali     | Semifinali     |                |           | Finale    | Finale | Finale |  |
|  |            |                |                |                |           |           |        |        |  |
|  | 1          | Lombardia      | 2              |                |           |           |        |        |  |
|  | 1          | Lombardia      | 2              |                |           |           |        |        |  |
|  | 4          | Piemonte       | 0              |                |           |           |        |        |  |
|  | 4          | Piemonte       | 0              |                | Lombardia | Lombardia | 2      |        |  |
|  |            |                |                |                | Lombardia | Lombardia | 2      |        |  |
|  |            |                | Emilia-Romagna | Emilia-Romagna | 3         |           |        |        |  |
|  | 2          | Emilia-Romagna | Emilia-Romagna | Emilia-Romagna | 3         | 2         |        |        |  |
|  | 2          | Emilia-Romagna |                |                |           |           |        |        |  |
|  | 3          | Veneto         | 1              |                |           |           |        |        |  |

### Semifinali
| Rossano 1º luglio 2010 | Lombardia | 2 – 0 (25-19) (25-20) | Piemonte | PalaSant'Angelo |

| Rossano 1º luglio 2010 | Emilia-Romagna | 2 – 1 (25-16) (21-25) (26-24) | Veneto | PalaNormanni |

### Finale 3º-4º posto
| Rossano 1º luglio 2010 | Piemonte | 1 – 2 (27-25) (20-25) (22-25) | Veneto | PalaSant'Angelo |

### Finale
| Corigliano Calabro 2 luglio 2010 | Lombardia | 2 – 3 (25-15) (19-25) (22-25) (25-23) (8-15) | Emilia-Romagna | PalaBrillia |

## Campione delle Regioni
Emilia-Romagna
(3º titolo)

### Rosa
| N° | Nome                       | Anno | Ruolo          |
| -- | -------------------------- | ---- | -------------- |
| 1  | Sara Coriani               | 1995 | Libero         |
| 2  | Debora Carini              | 1995 | Schiacciatrice |
| 3  | Anna Gaddi                 | 1995 | Palleggiatrice |
| 4  | Alice Ferrari              | 1995 | Schiacciatrice |
| 5  | Francesca Galli Venturelli | 1995 | Centrale       |
| 6  | Alice Gennari              | 1995 | Schiacciatrice |
| 7  | Caterina Errichiello       | 1995 | Centrale       |
| 8  | Chiara Scacchetti          | 1995 | Palleggiatrice |
| 9  | Chiara Magnani             | 1995 | Schiacciatrice |
| 10 | Farida Bandaogo            | 1995 | Centrale       |
| 11 | Chiara Ferrari             | 1995 | Schiacciatrice |
| 12 | Laura Melandri             | 1995 | Centrale       |

| Nome              | Ruolo           |
| ----------------- | --------------- |
| Marco Paglialunga | Allenatore      |
| Elio Vallicelli   | Vice Allenatore |

## Classifica Finale
|  |     | Classifica finale Kinderiadi femminili 2010 |  |
|  | --- | ------------------------------------------- |  |
|  | 1.  | Emilia-Romagna                              |  |
|  | 2.  | Lombardia                                   |  |
|  | 3.  | Veneto                                      |  |
|  | 4.  | Piemonte                                    |  |
|  | 5.  | Friuli-Venezia Giulia                       |  |
|  | 6.  | Marche                                      |  |
|  | 7.  | Puglia                                      |  |
|  | 8.  | Calabria                                    |  |
|  | 9.  | Lazio                                       |  |
|  | 10. | Liguria                                     |  |
|  | 11. | Toscana                                     |  |
|  | 12. | Campania                                    |  |
|  | 13. | Sicilia                                     |  |
|  | 14. | Trentino                                    |  |
|  | 15. | Alto Adige                                  |  |
|  | 16. | Umbria                                      |  |
|  | 17. | Abruzzo                                     |  |
|  | 18. | Sardegna                                    |  |
|  | 19. | Molise                                      |  |
|  | 20. | Basilicata                                  |  |
|  | 21. | Valle d'Aosta                               |  |